# روسلان پروونیکوف
روسلان پروونیکوف (روسی: Руслан Михайлович Проводников؛ زادهٔ ۲۰ ژانویهٔ ۱۹۸۴) بوکسور اهل روسیه است.